# City Hall (Cardiff)
El City Hall de Cardiff es el edificio del ayuntamiento de la ciudad galesa de Cardiff, situado en Cathays Park, que sirve como centro del gobierno local de Cardiff desde que se abrió en octubre de 1906. Construido con piedra de Portland, es un importante ejemplo temprano del estilo barroco eduardiano.
El edificio, desde el 25 de enero de 1966, es un edificio listado de Grado I de Gales.

## Historia

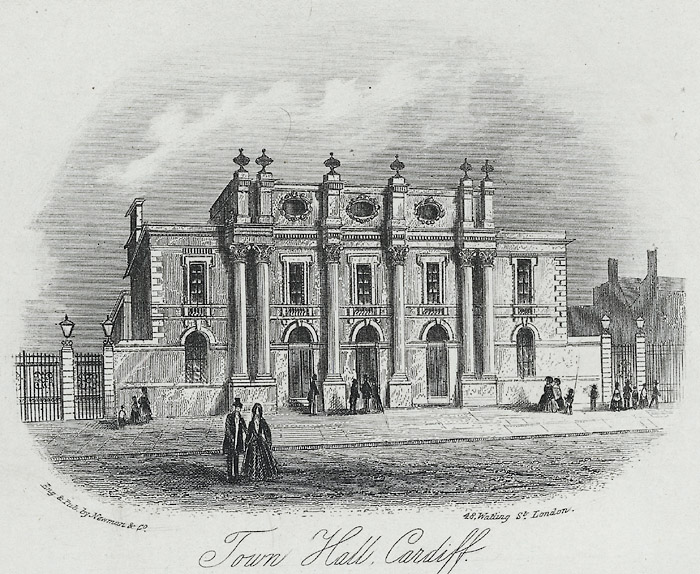
Ayuntamiento de Horace Jones en la calle St Mary

El complejo reemplazó al cuarto ayuntamiento de Cardiff (que estaba situado en el lado oeste de la calle St Mary's), construido por el arquitecto Horace Jones c. 1850–1853 (y demolido 1913).
El concurso para diseñar el quinto ayuntamiento de Cardiff y los tribunales de justicia adyacentes fue ganado en 1897 por la firma de Lanchester, Stewart and Rickards. La construcción fue llevada a cabo por los constructores locales E. Turner and Sons. Turned and Sons ejecutaron la primera obra operada eléctricamente del mundo, incluyendo ocho grúas de 5 toneladas para levantar los bloques de piedra. El costo total de la construcción fue de 129 708 £ (con los tribunales de derecho concurrentemente construidos al lado que costaron 96 583 £. Dado que Cardiff recibió su carta de ciudad en 1905, mientras la construcción estaba en marcha, el actual edificio se conoce como City Hall.

## Arquitectura exterior

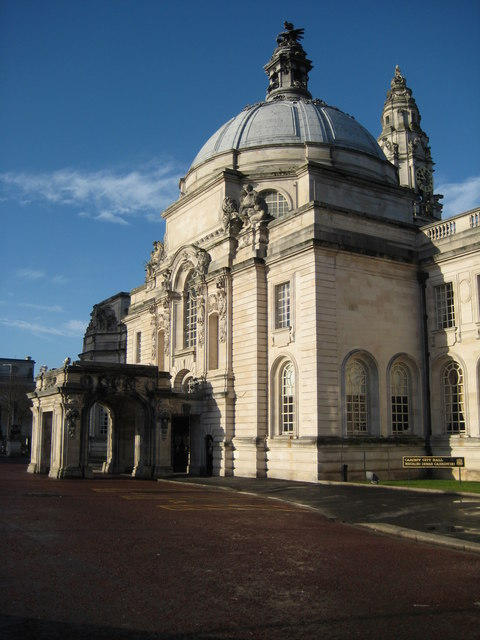
City Hall, pórtico de la entrada principal con la torre del reloj detrás

### Torre del reloj
La distintiva torre del reloj tiene 59 m  de altura y una esfera dorada de 3,7 m de diámetro en cada una de sus cuatro caras. El mecanismo del reloj incluye una campana que marca la hora y campanas para los cuatro cuartos que están inscritas cada uno lemas en inglés o en gales.

### Cámara del Consejo

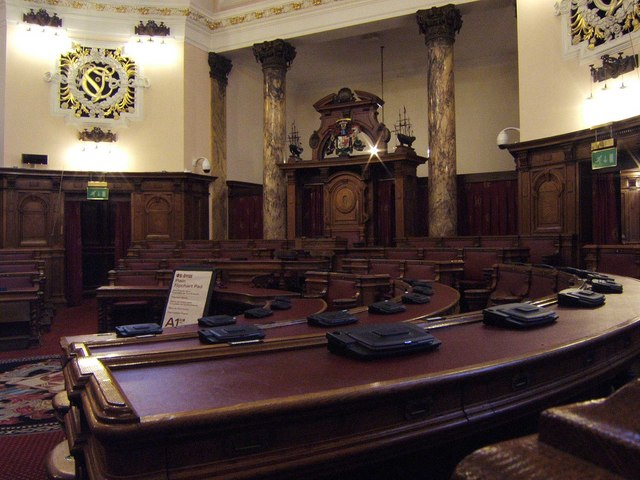
Council Chamber